# Pygmalion (Rousseau)
Pour les articles homonymes, voir Pygmalion.
Pygmalion est une pièce en un acte de l'écrivain et philosophe Jean-Jacques Rousseau écrite vraisemblablement en 1762 lors de son exil dans la Principauté de Neuchâtel. Il s'agit d'une scène lyrique comportant donc des commentaires musicaux.
Elle est constituée d'un long monologue confié au sculpteur Pygmalion entrecoupé de pantomimes et interrompu seulement à la fin par Galatée lorsque celle-ci s'éveille à la vie. La partie musicale a été composée par Horace Coignet, musicien lyonnais. La création a eu lieu à Lyon en 1770 lors du passage de Rousseau dans cette ville.